# Le Rozier
Le Rozier è un comune francese di 148 abitanti situato nel dipartimento della Lozère nella regione dell'Occitania.

## Società

### Evoluzione demografica
Abitanti censiti